# Velká Straka
Lesní rybník Velká Straka  o výměře vodní plochy 2,2 ha se nachází v lese asi 1,3 km severozápadně od centra obce Smrček v okrese Chrudim. Rybník Velká Straka je historické vodní dílo, jehož vznik je doložen již před více než 300 lety. Jedná se o lesní průtočný rybník na říčce Bítovanka. Rybník představuje zachovalý mokřadní biotop s bohatou vegetací a je stanovištěm mnoha druhů obojživelníků. 
Rybník byl v roce 2012 revitalizován a odbahněn a je v současnosti využíván pro chov ryb.

## Galerie

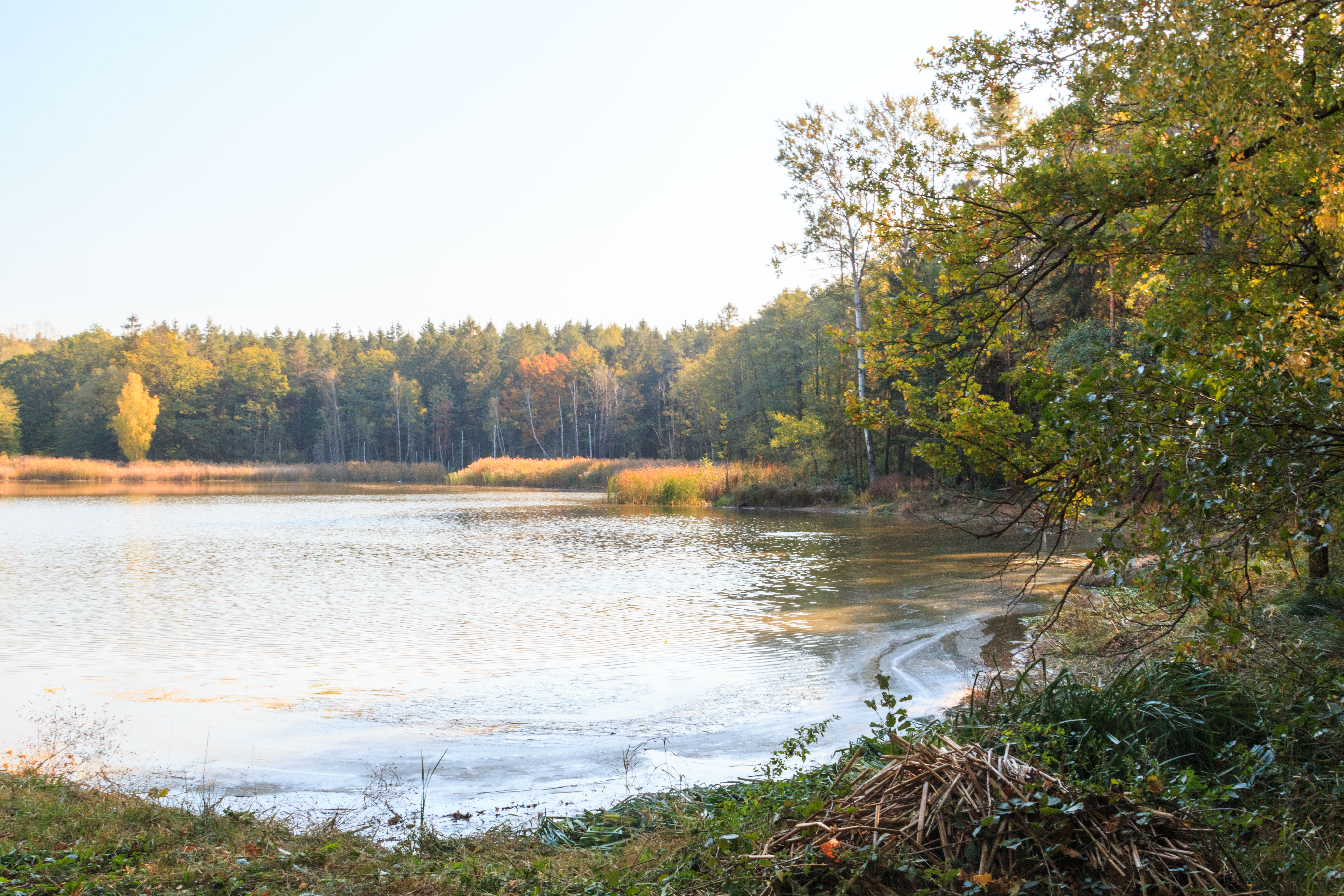
pohled na rybník Velká Straka
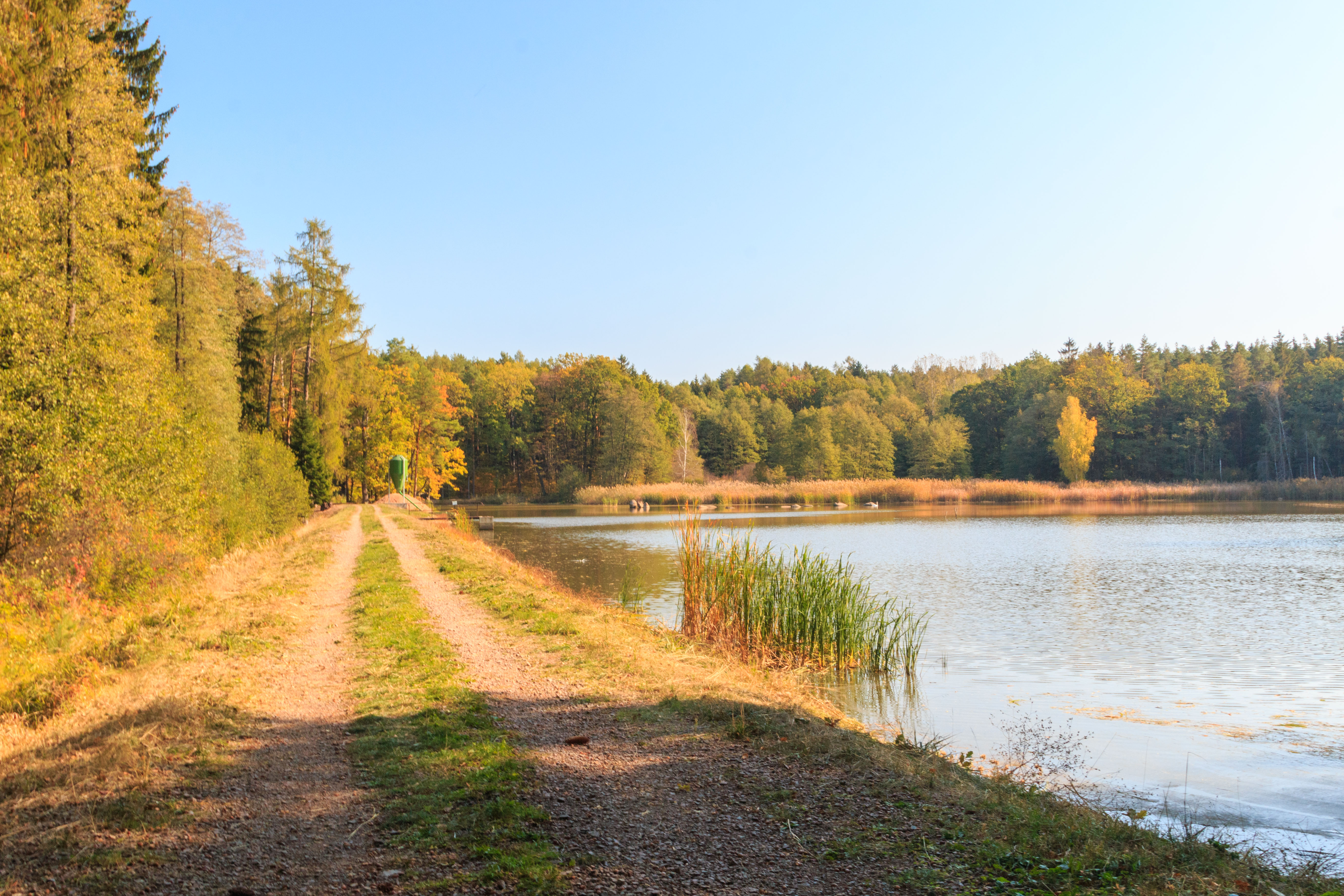
pohled na rybník Velká Straka
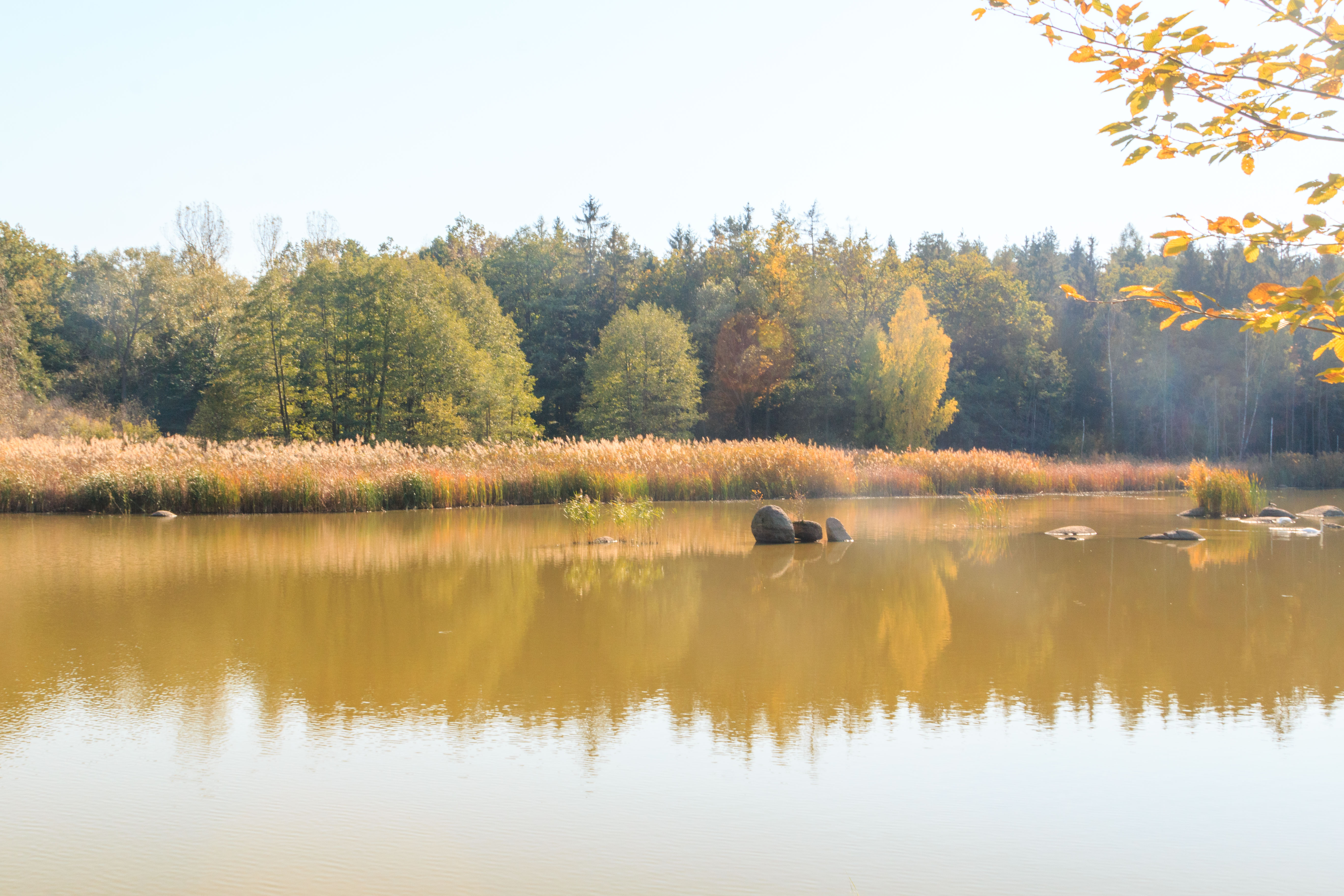
pohled na rybník Velká Straka
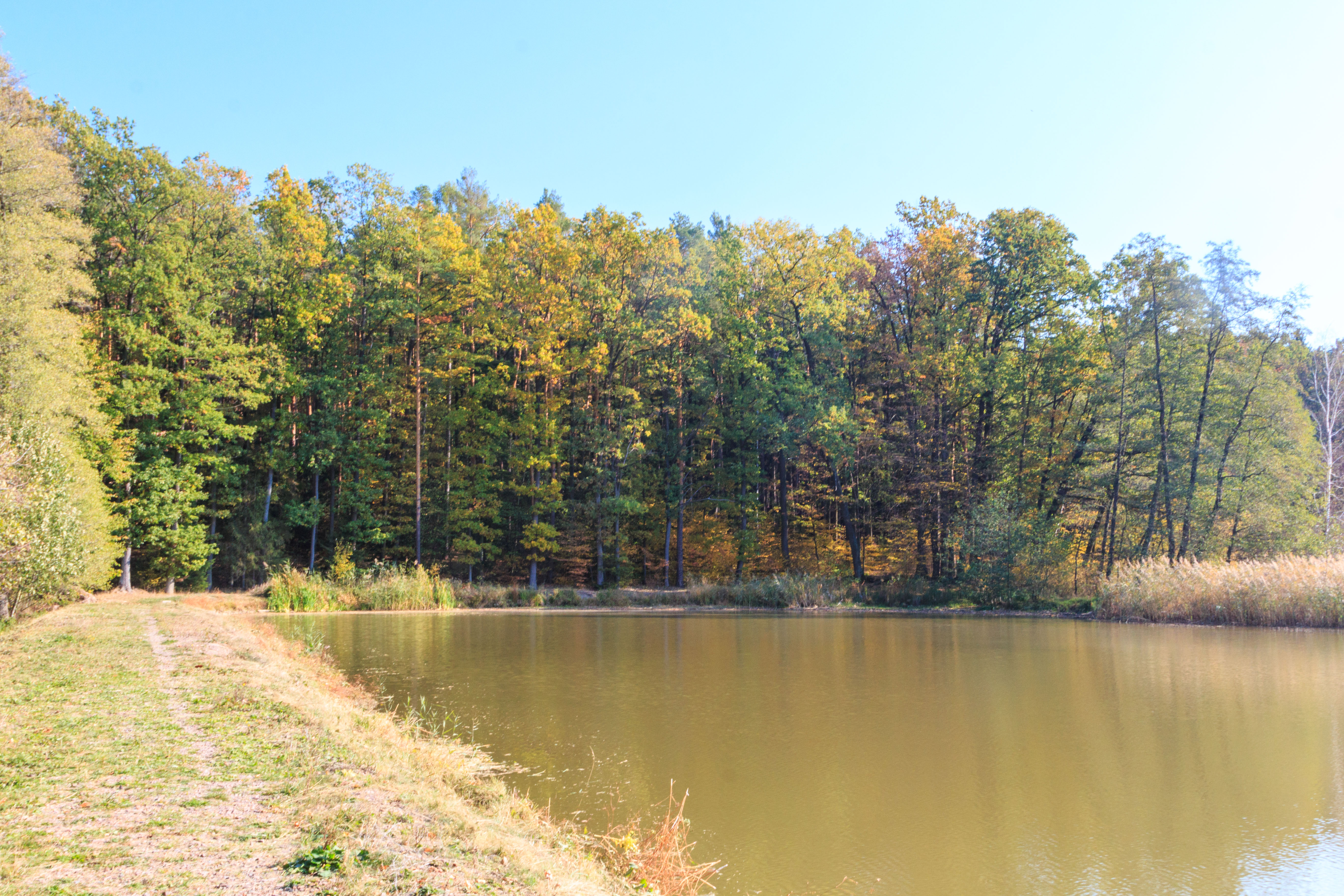
pohled na rybník Velká Straka
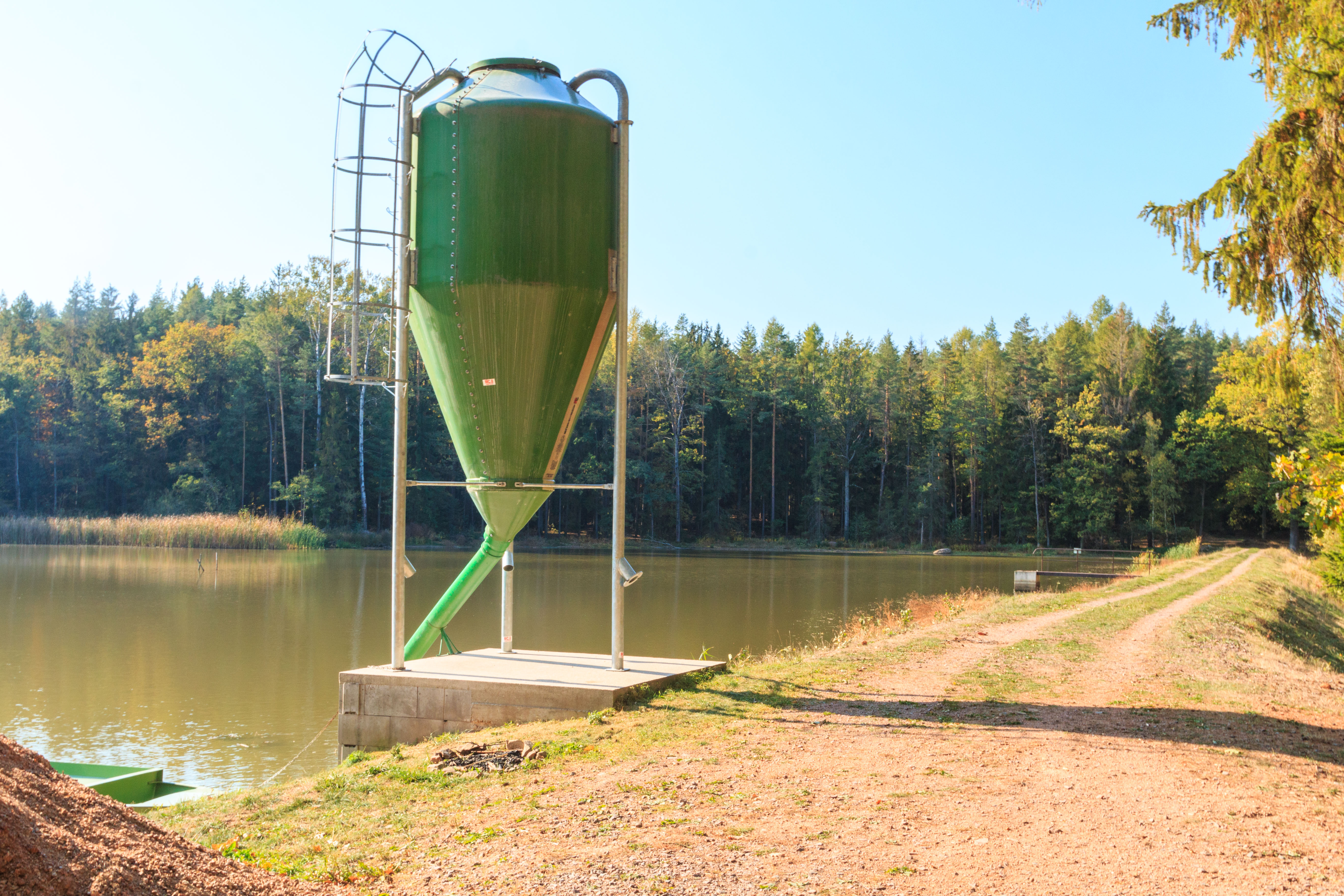
pohled na rybník Velká Straka